# Saint-Laurent-Blangy
Saint-Laurent-Blangy è un comune francese di 5 951 abitanti situato nel dipartimento del Passo di Calais nella regione dell'Alta Francia.

## Società

### Evoluzione demografica
Abitanti censiti